# Kallmet
Kallmet là một xã trong quận Lezhë thuộc hạt Lezhë, Albania. Dân số năm 2005 là 5495 người.